# Kostel svaté Maří Magdalény (Bílenec)
Kostel svaté Máří Magdaleny je římskokatolický filiální kostel zasvěcený Marii Magdaleně v Bílenci u Petrohradu v okrese Louny. Od roku 1964 je chráněn jako kulturní památka.

## Historie
Farní kostel je v Bílenci připomínán již v roce 1352. Během třicetileté války byl zničen švédskými vojáky a na jeho místě byl v roce 1751 postaven nový kostel v barokním slohu. Ve druhé polovině dvacátého století nebyl udržován, chátral, a byl několikrát vykraden. V roce 1996 proběhla oprava střechy, která však nezabránila dalšímu zhoršování stavu krovu.

## Stavební podoba avybavení
Kostel je jednolodní stavba s půlkruhově zakončeným presbytářem a se zaoblenými nárožími, která jsou zdůrazněna pilastry s římsovými hlavicemi. Fasády byly před svým zničením členěné lizénovými rámci. Před západní průčelí mírně předstupuje věž. Interiér osvětlují obdélná, segmentově zakončená okna zdobená štuky a supraportami. Presbytář je zaklenutý valenou klenbou s výsečemi, ale v lodi je strop plochý na vysokém fabionu. Kruchtu nesou dvě pole křížové klenby a ve třetím vede schodiště na věž.
K vybavení kostela před jeho vykradením patřily hlavní portálový oltář z roku 1752 a dva boční oltáře z roku 1796, kazatelna, sochy svatého Augustina, svatého Prokopa, svaté Moniky a svatého Vojtěcha ze druhé poloviny devatenáctého století a také nefunkční varhany.

## Okolí kostela
Pod kostelem stojí výklenková barokní kaple z roku 1715, na které bývaly sochy svatého Jana Nepomuckého a svatého Antonína Paduánského. Při stavbě silnice I/6 byla odstraněna z původního umístění a o rok později (1977) znovu postavena ve vesnici. Její fasáda i zdivo jsou velmi poškozené.